# Opopaea viamao
Opopaea viamao är en spindelart som beskrevs av Ott 2003. Opopaea viamao ingår i släktet Opopaea och familjen dansspindlar. Inga underarter finns listade i Catalogue of Life.